# Барридж, Джон
Джон Барридж (англ. John Burridge; род. 3 декабря 1951) — бывший английский футбольный вратарь, на протяжении почти 30-летней карьеры сыграл за 29 разных английских и шотландских клубов.

## Биография

### Игровая карьера
В возрасте 15 лет Барридж присоединился к клубу «Уэркингтон», подписав с командой контракт. В 1969 году он начал играть за неё на профессиональном уровне. После двух сезонов за «Уэркингтон» перешёл в «Блэкпул» на правах аренды. Дебютировал за «Блэкпул» в Первом дивизионе 24 апреля 1971 года в матче с «Эвертоном» — та встреча завершилась 0:0. В том сезоне он сыграл за «мандаринов» 3 матча. Затем он присоединился к «Блэкпулу» на постоянной основе и отыграл за эту команду четыре сезона.
В 1975 году перешёл в «Астон Виллу»; сумма трансфера составила 75 000 фунтов стерлингов. Отыграв три сезона за «львов», стал игроком клуба «Кристал Пэлас». Среди клубов в Англии, за которые играл Барридж, были такие известные клубы «Куинз Парк Рейнджерс», «Вулверхэмптон Уондерерс», «Дерби Каунти», «Шеффилд Юнайтед», «Саутгемптон», «Ньюкасл Юнайтед» и «Манчестер Сити». На протяжении своей карьеры сыграл за 29 различных клубов в Англии и Шотландии, всего на профессиональном уровне сыграл 768 матчей.
29 апреля 1995 года в матче Английской Премьер-лиги в матче с «Ньюкаслом», будучи игроком «Манчестер Сити», Барридж установил рекорд в истории Английской премьер-лиги. В возрасте 43 лет и 162 дней он стал самым возрастным футболистом, выходившим на поле в рамках АПЛ. Затем он был игроком команд из низших дивизионов Англии, но там практически не играл. Завершил карьеру игрока в возрасте 46 лет как играющий тренер «Блайт Спартанс».

### Тренерская карьера
Работал в странах Персидского залива, в том числе и в Омане. В Омане он нашёл вратаря Али аль-Хабси, который стал первым игроком из стран Персидского залива, который играл в АПЛ.